# Kathy O’Beirne
Kathleen Elizabeth O’Beirne (* 18. Oktober 1956 in Dublin) ist eine irische Buchautorin.
O’Beirne wurde bekannt für ihre angeblichen autobiografischen Erlebnisse, die in Irland unter dem Titel  Kathy's Story: A Childhood Hell Inside the Magdalene Laundries und im Vereinigten Königreich als  Don't Ever Tell erschien und zu heftigen Kontroversen über die Authentizität ihrer Lebensbeschreibungen führte. Das Buch gilt mit über 400.000 verkauften Exemplaren als zweiterfolgreichstes nicht fiktionales Buch eines irischen Autors nach Frank McCourts Die Asche meiner Mutter (Angela's Ashes). Das Buch Kathy's Story wird der Misery Lit zugerechnet.

## Leben
O’Beirne ist eines von neun Kindern einer irisch-katholischen Familie.

## Kontroverse Inhalte der Biographie
Nach eigenen Angaben ist sie adoptiert. Ihre Geburtsurkunde beweist jedoch, dass dies nicht der Fall ist und sie die leibliche Tochter ihrer Eltern ist.
O’Beirne behauptet, sie sei von ihrem Vater oft misshandelt worden. Unter anderem habe er ihre Hand in eine Pfanne mit heißem Fett getaucht. O’Beirne hat jedoch keine Narben zurückbehalten, was angesichts der beschriebenen Misshandlungen – sollten sie wirklich stattgefunden haben – unwahrscheinlich erscheint.
Sieben ihrer Geschwister bestreiten die Misshandlungsvorwürfe. Ihr Vater sei liebevoll gewesen. Ein Bruder jedoch unterstützt O’Beirne.
Nach eigenen Angaben wurde O’Beirne von ihren Eltern im Alter von acht Jahren in ein Kinderheim geschickt. Dort sei sie von einem Priester vergewaltigt worden. Im Alter von 12 Jahren sei sie in ein Magdalenenheim geschickt worden und habe dort in der Wäscherei gearbeitet. Im Magdalenenheim sei sie von einem Besucher vergewaltigt worden. Mit 14 Jahren habe sie ein Kind zur Welt gebracht, das im Alter von zehn Jahren gestorben sei.
Es existieren keine Beweise dafür, dass O’Beirne tatsächlich jemals in einem Magdalenenheim gewesen ist. Ihre Schilderungen der Wäscherei sind nach Angaben von Frauen, die nachweislich dort gearbeitet haben, falsch. Es existieren auch keine Beweise dafür, dass sie tatsächlich im Alter von 14 Jahren ein Kind zur Welt gebracht hat, das später starb.
Sieben von O’Beirnes Geschwistern bestreiten, dass sich die von O’Beirne geschilderten Ereignisse tatsächlich zugetragen haben. Sie behaupten, O’Beirne sei psychisch krank und nicht in der Lage, Wahrheit von Fantasie zu unterscheiden. O’Beirne hat ihre Version der Ereignisse verteidigt. Sie warf ihren Geschwistern vor, sie würden sie wegen einer Erbstreitigkeit verleumden.
Im November 2007 fand eine Fernsehdebatte zwischen O’Beirne und Hermann Kelly, der den Wahrheitsgehalt ihres Buches anzweifelt, statt.
Die Erbstreitigkeiten zwischen O’Beirne und ihren Geschwistern wurden 2008 beigelegt.

## Schriften
- Kathy's story : a childhood hell inside the Magdalen laundries. Mainstream, Edinburgh 2005, ISBN 1-84018-968-1. Neuausgabe unter dem Titel: Don't Ever Tell: Kathy's Story: A True Tale of a Childhood Destroyed by Neglect and Fear. Mainstream, Edinburgh 2006, ISBN 1-84596-146-3.
  - tschechische Übersetzung: Nikdy o tom nemluv, Jota, 2006, ISBN 978-8072174584
  - französische Übersetzung: L'enfer de Kathy, Editions France Loisirs, 2008, ISBN 978-2298011203